# Acid hypophosphorơ
Acid hypophosphorơ (HPA), hay acid phosphinic, là một acid oxo của phosphor và là một chất khử mạnh có công thức phân tử H3PO2. Đây là một hợp chất có nhiệt độ nóng chảy thấp, không màu, hòa tan trong nước, dioxan và alcohol. Công thức phân tử của acid này thường được viết là H3PO2, nhưng cách viết mang tính mô tả hơn là HOP(O)H2, làm nổi bật tính monoprotic (các acid monoprotic có khả năng "tặng" một proton trong quá trình phân ly; các acid polyprotic có khả năng "tặng" nhiều proton) của nó. Muối của acid này được gọi là hypophosphit.